# J.D. Power
J.D. Power and Associates — американская компания, основанная в 1968 году Джеймсом Дэвидом Пауэром и предоставляющая глобальный маркетингово-информационный сервис. Частное предприятие проводит собственные исследования удовлетворённости клиентов, оценку качества продукции, а также изучает поведение покупателей для различных отраслей промышленности, начиная от автомобильной и заканчивая маркетинговой и рекламной. Наибольшей популярности компания достигла за счёт своих независимых исследований качества новых автомобилей и их надёжности в долгосрочной перспективе.
Спектр услуг компании включает общеотраслевые совместные исследования, собственный анализ, консалтинг, обучение и автомобильное прогнозирование. В распоряжении фирмы находится 17 международных офисов и более 750 аналитиков.

## История

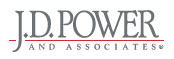
Старый логотип компании

Компания J.D. Power and Associates была основана Джеймсом Дэвидом Пауэром III и его женой 1 апреля 1968 года в Калабасасе (Лос-Анджелес), Калифорния. Основной спектр деятельности был сосредоточен на исследованиях в сфере автомобильной промышленности. 7 февраля 1969 года фирма была зарегистрирована как J.D. Power and Associates. Первым клиентом компании, связанным с автомобилями, стала японская компания Toyota. В число других вошли такие предприятия, как McCulloch Corporation, Ampex Consumer Products Group, U.S. Borax, Carnation и MSI Data Systems.
В 1973 году газета The Wall Street Journal опубликовала статью о проблемах двигателя Ванкеля в продукции компании Mazda, основываясь на данных одного из первых независимо финансируемого исследования компании J.D. Power.

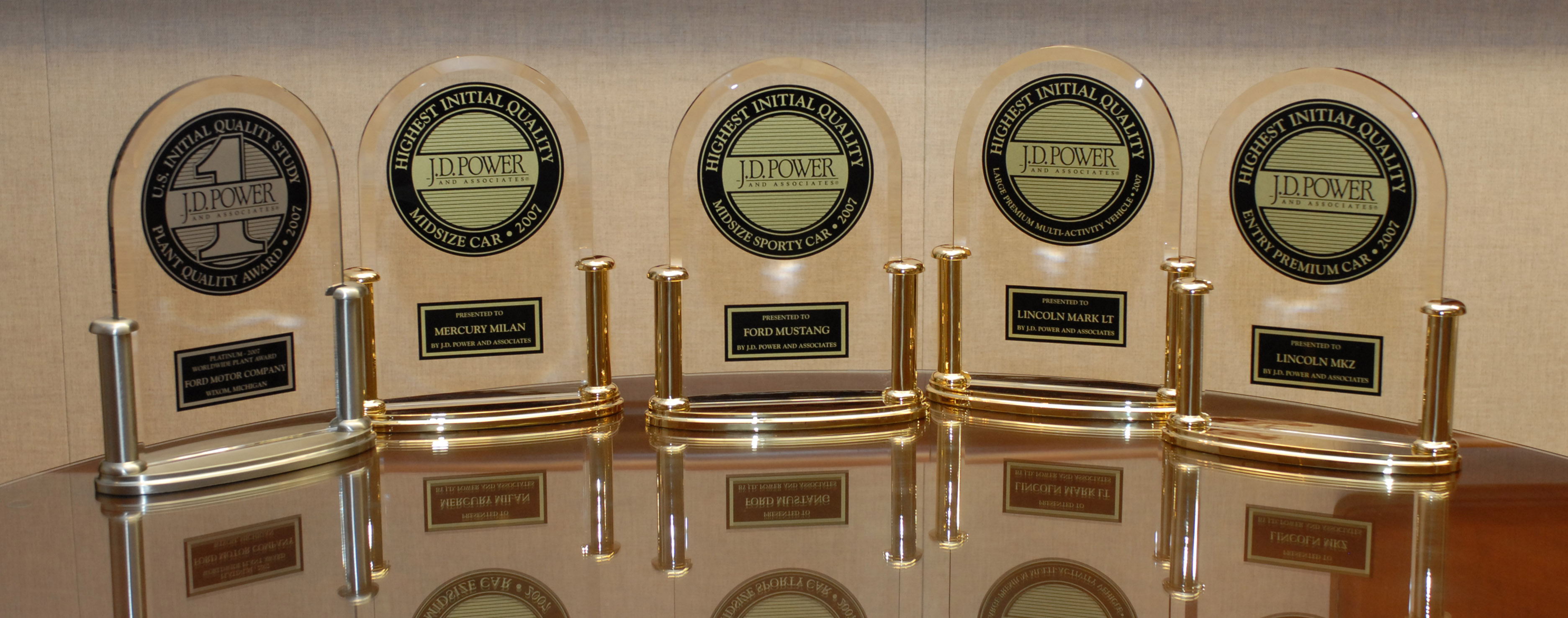
Награды компании Ford от J.D. Power

В 1981 году был запущен сервис по исследованию удовлетворённости клиентов в сфере автомобильной промышленности, получивший название U.S. Automotive Customer Satisfaction Index (CSI). 22 января 1984 года компания Subaru стал первым автопроизводителем, которой включил в свою рекламу рейтинги J.D. Power, запустив рекламный ролик во время проведения Супербоул-XVIII.  В 1987 году был добавлен новый сервис под названием U.S. Automotive Initial Quality Study (IQS). В 1989 году компанией была выдана первая автомобильная премия, основанная на совместных исследованиях. Награду заслужил автомобиль Acura, удерживавший самое высокое место в индекс удовлетворённости клиентов. В это же время открылся первый региональный офис в городе Трой, штат Мичиган, который возглавил Стив Гудолл.
В 1990 году была запущена общенациональная система сбора данных Power Information Network, которая ежедневно аккумулировала различную информацию о новых автомобилях от автомобильных дилеров по всей территории Соединенных Штатов. В 1992 году основатель фирмы был удостоен награды от Автомобильного зала славы. В 1994 году компания начала программу расширения сферы влияния на международной арене. Так, Джеймс Дэвид Пауэр IV открыл первый офис в Торонто, Канада. Через год новое представительство появилось в Великобритании. В 1995 году сфера исследований была расширена сектором телекоммуникаций, а в 1997 году ещё и строительным бизнесом. В 1999 году был запущен электронный проект компании JDPower.com. В это же время открылся и первый офис в Азии, разместившийся в Сингапуре.
В 2000 году компания J.D. Power объявила о создании совместного предприятия в Австралии. В этом же году были запущены первые совместные исследования в Китае. Через год сфера исследований компании расширилась сектором здравоохранения. В 2002 году офис компании переехал в Вестлейк-Вилледж, Калифорния. В то же время предприятие получило сертификат ISO 9001. В 2004 году был открыт офис в Мюнхене, Германия. 1 апреля 2005 года компания Пауэра была выкуплена медихолднингом McGraw-Hill. Вместе с этим основной офис переехал в город Коста-Меса, Калифорния. В 2006 году сфера исследований пополнилась розничными банковскими услугами. Тогда же вышла книга, написанная Дж. Дэвидом Пауром IV и Крисом Дэвоном.
В 2010 году сеть компании расширилась офисами в Южной Америке и Центральной Америке с региональными представительствами в Сан-Паулу, Бразилия и Мехико, Мексика.
В 2014 году основатель фирмы, Джеймс Дэвид Пауэр III, был включён в Автомобильный зал славы за свой многолетний вклад в развитие сектора исследований автомобильной промышленности.
В 2016 году компания была приобретена частной инвестиционной группой XIO Group. В этом же году Американская ассоциация маркетинга поместила компанию на 10 место в списке 50 лучших исследовательских фирм в сфере маркетинга.
В настоящее время президентом компании является Финбарр О'Нилл (англ. Finbarr O'Neill, назначен в 2009 году), старшим вице-президентом и генеральным директором — Джон Хамфри (англ. John Humphrey, в сфере автомобильной промышленности), Кит Вебстер (англ. Keith Webster, в индустрии обслуживания) и Дейдра Боррего (англ. Deirdre Borrego, отдела данных и аналитики)
.

## Сферы исследований

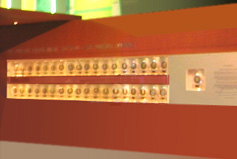
Стенд наград от J.D. Power компании Lexus

В настоящее время компания J.D. Power проводит независимые исследования в следующих сферах:
- автомобильная промышленность
- телекоммуникации
- туризм
- недвижимость
- финансы
- морская промышленность
- здравоохранение
- коммунальные услуги
- коммерческие транспортные средства
- спорт и развлечения
- розничная торговля
- продукты для офисов
- профессиональные услуги

## Маркетинговые исследования

### Автомобильные обзоры
Компания J.D. Power проводит несколько ежегодных исследований автомобильной промышленности в США и других странах. Анализ включает несколько этапов: Vehicle Dependability Study (VDS), изучающий проблемы, возникшие при владении автомобилем на протяжении трёх лет; Initial Quality Study (IQS), анализирующий неприятности, выявленные на протяжении первых 90 дней эксплуатации. В число других оценок входит программа APEAL, отражающая отношение потребителя к транспортному средству, а также опросы дилерских сервисов.
В Великобритании индекс удовлетворённости клиентов по версии J.D. Power рассматривает все автомобили, которые достигли возраста двух лет на момент публикации. Исследования проводятся при сотрудничестве с британским автомобильным изданием What Car?, который и публикует результаты опросов.

### Международный анализ рынков
Научно-исследовательские работы компании J.D. Power and Associates проводятся с использованием местных языков в Бразилии, Индии, Японии, Тайване, Китае, Филиппинах, Индонезии, Сингапуре, Таиланде, Малайзии, Вьетнаме, Канаде, Мексике, Европе, Австралии, Германии и Великобританию.